# DN29B
DN29B este un drum național din România, aflat în județul Botoșani. El leagă orașele Botoșani și Dorohoi.